# Oenanthe pteridifolia
Oenanthe pteridifolia är en flockblommig växtart som beskrevs av Richard Thomas. Lowe. Oenanthe pteridifolia ingår i släktet stäkror, och familjen flockblommiga växter. Inga underarter finns listade i Catalogue of Life.

## Bildgalleri

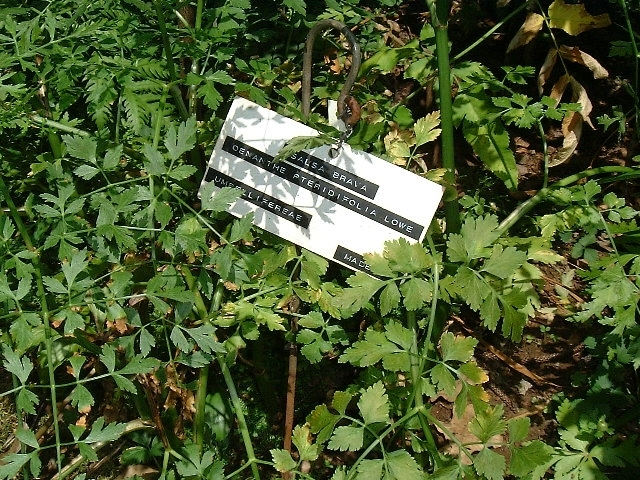
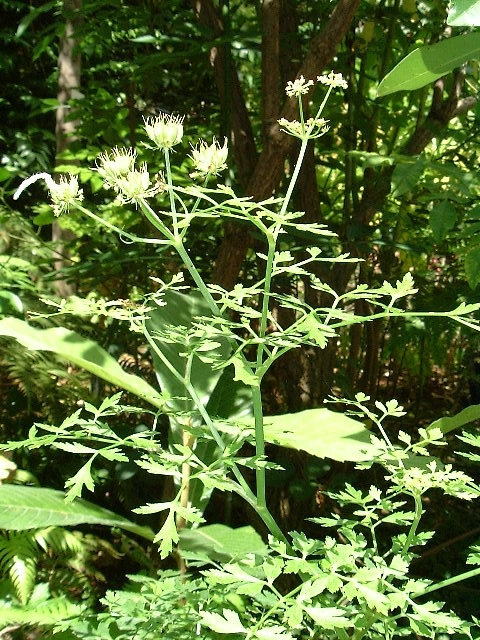
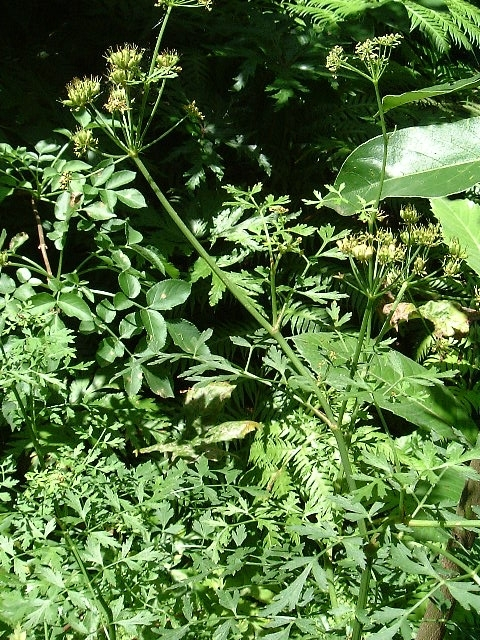